# Kurt Zimmermann (Bildhauer)
Kurt Zimmermann (* 24. Mai 1910 in Düsseldorf; † 1961 ebenda) war ein deutscher Bildhauer.

## Leben

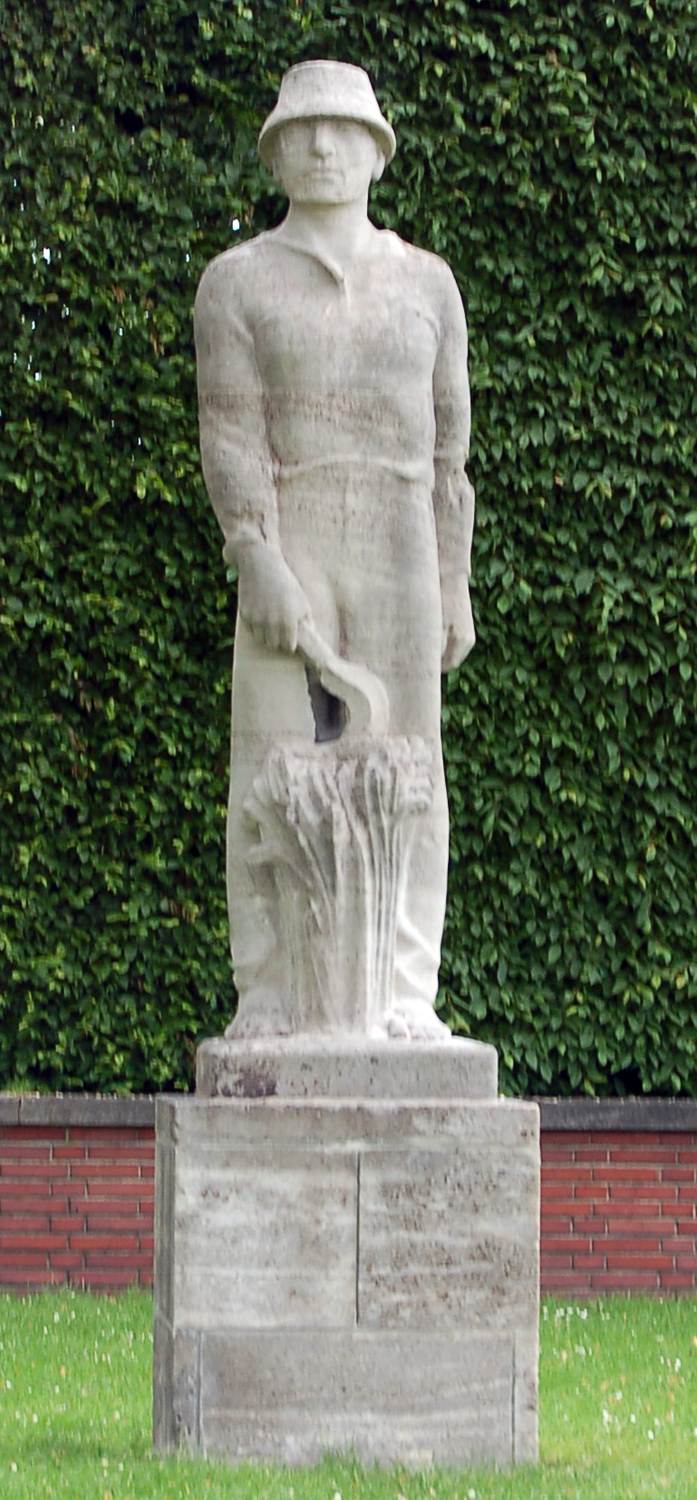
Bauer, Skulptur der Gruppe „Die Ständischen“

Zunächst war Kurt Zimmermann Zeichner in einem technischen Büro und studierte an einer Maschinenbauschule. Von 1919 bis 1932 studierte Zimmermann an der Kunstakademie bei Hubert Netzer und wurde zuletzt Meisterschüler in der Bildhauerklasse von Alexander Zschokke. Zimmermann war Mitglied der Rheinischen Sezession. Von 1932 bis 1933 studierte er in Berlin. Dort wurden seine Arbeiten anfänglich bei Flechtheim und Cassirer ausgestellt, gefolgt von Ausstellungen, ab 1934 offiziell genehmigt durch die Reichskammer der Bildenden Künste, in der Kunsthandlung Buchholz, welche anfänglich von Curt Valentin geleitet wurde. 1936 erhielt Zimmermann ein Staatsstipendium der Kasseler Kunstakademie für ein Meisteratelier und bezog in Düsseldorf-Golzheim das Künstlerhaus in der Franz-Jürgens-Straße 7. Im selben Jahr, knapp acht Monate vor Eröffnung der Reichsausstellung Schaffendes Volk von 1937, wurden er aus einer Reihe von Düsseldorfer Künstlern mit der Anfertigung der „Ständischen“ beauftragt. Unter den zehn Bildhauer waren er selbst, Hans Breker, Alexander Zschokke, Joseph Daniel Sommer, Erich Kuhn, Kurt Schwippert, Fritz Peretti, Zoltan Székessy und sein Freund Robert Ittermann. 1937 erhielt Kurt Zimmermann den Cornelius-Preis der Stadt Düsseldorf für die Bronzeplastik Eva, welchen er sich mit dem Bildhauer Ittermann teilte. In den Jahren 1936 bis 1938 unternahm er mehrere Studienreisen nach Paris. Von 1940 bis 1943 Kriegsdienst in Frankreich und Russland. Nach dem Zweiten Weltkrieg, nachdem er 1945 eine Berufung an die Dresdner Kunstakademie abgelehnt hatte, wurde Zimmermann zu einem der gefragtesten Bildhauer im Rheinland. So erhielt er zahlreiche Aufträge für die Ausstattung von Kirchen und schuf Werke für öffentliche Anlagen und Bauplastiken an zahlreichen Bauten. Unter seinen Schülern war von 1946 bis 1949 die Bildhauerin Gretel Gemmert (1923–2004), welche 1968 den Künstler Karl Heinz Krauskopf heiratete.

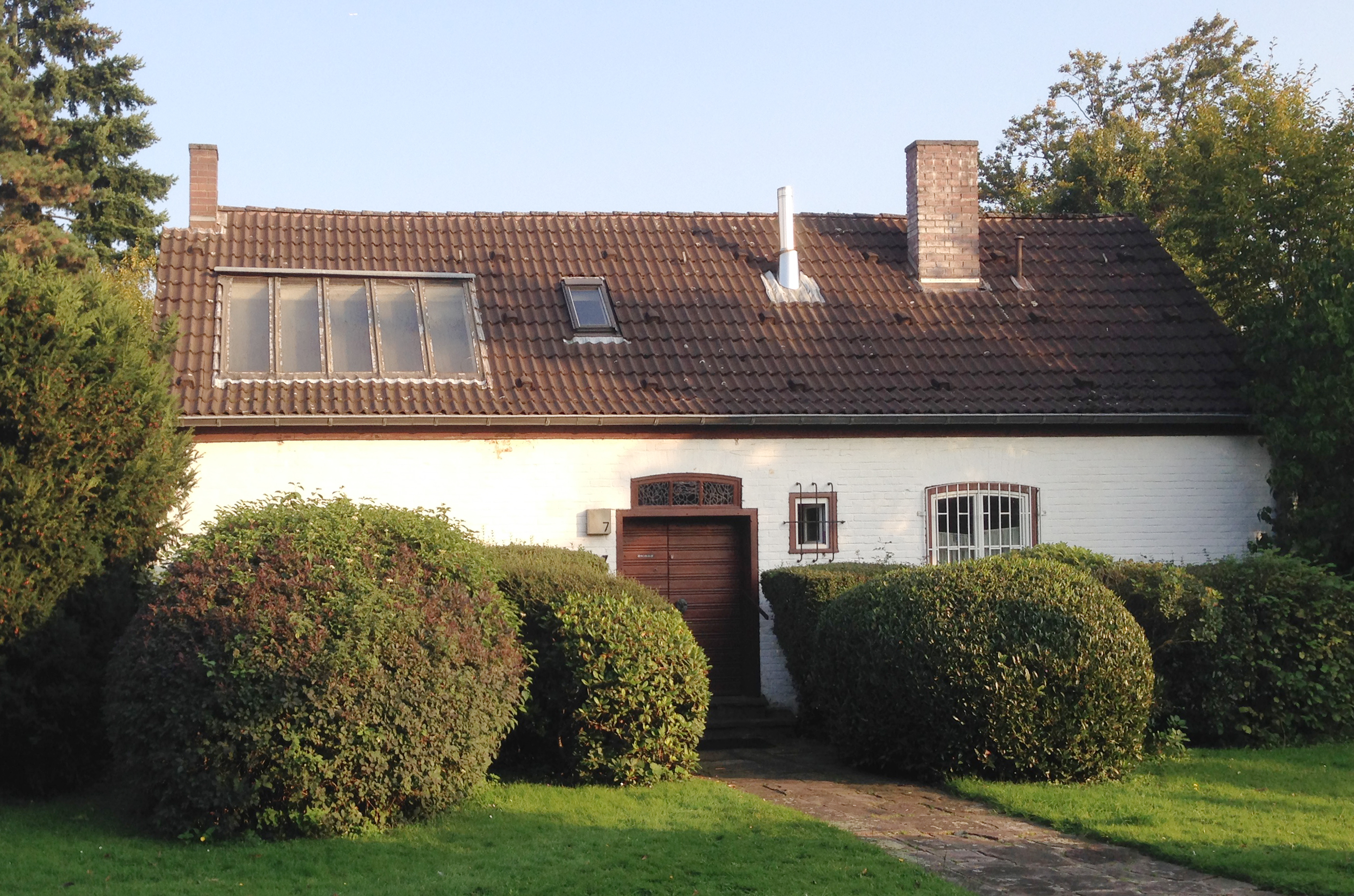
Haus von Kurt Zimmermann in der Franz-Jürgens-Straße 7, Künstlersiedlung Golzheim

Kurt Zimmermann, verheiratet mit Maria, eine geborene Hoppenheit, verstarb im Jahr 1961 in seinem Atelierhaus in der Künstlersiedlung Golzheim, welches im Zuge der Reichsausstellung Schaffendes Volk vom Architekten Arnold Boms gebaut worden war und wo er seitdem wohnte. Bis zu ihrem Tod 1971 konnte Maria Zimmermann das Häuschen bewohnen, obwohl der Bildhauer und Maler Karl-Heinz Klein (* 12. Juni 1926 in Wuppertal-Elberfeld) dieses 1969 von der Stadt Düsseldorf zugewiesen bekam.

## Werk
In den 1930er Jahren gehörte der Bildhauer Kurt Zimmermann zu den Künstlern, in dessen Werken die Nationalsozialisten mit ihrer Ideologie ihren Anklang fanden. Nach 1945 wandte der Bildhauer sich auch christlichen Themen zu, und die weiterhin figürlichen Darstellungen wurden abstrahierter, der heroische Charakter gemildert. „Seine Gewandskulpturen sind der Formsprache der griechischen wie auch der gotischen Skulptur verpflichtet, sie konzentrieren sich in der Reduktion auf wesentliche Charaktereigenschaften der Motive.“ (Michael Voets: )

## Werke (Auswahl)
- 1937: Mädchen aus Xanten, Bronze, gefertigt in Düsseldorf für die Dombauhütte von St. Viktor (Xanten), heute Staatliche Museen zu Berlin
- 1937: Bauer und Bäuerin, Muschelkalk, zwei von zwölf Skulpturen der Gruppe „Die Ständischen“, Nordpark Düsseldorf[7]
- 1939/1940: Das Antlitz des Soldaten, Berlin[8]
- 1940: Trauernde Venus
- 1948: Mädchen vom Niederrhein, Bronze, Stadt Neuss
- 1949: Schutzmantelmadonna, Bronze, Marktplatz Siegburg[9]
- 1950: Die sieben Schmerzen Mariens, Bronze, in den Mauernischen der Stationshäuschen, Siebenschmerzenweg von Gut Dyckhof zur Gnadenkapelle Niederdonk, Meerbusch
- 1951: St. Nepomuk, Bronze, Stadt Düren (Brücke)
- 1952: Ludwig von Beethoven, Beethoven-Gymnasium, Bonn (Wettbewerbsverfahren 1952)
- 1953: Totenengel Michael, Bronze, Herz-Jesu Kirche, Düsseldorf-Derendorf
- 1953: St. Rafael, Bronze, Oberbilker Allee 157, Düsseldorf-Oberbilk[10]
- 1954: Madonna, Stein, St. Josef, Köln-Braunsfeld
- 1954: Barmherziger Samariter, Deutsches Rotes Kreuz e.V., Generalsekretariat, Berlin-Lichterfelde (vorher Haus des DRK, Bonn-Gronau)
- 1955: Türe mit Abendmahlszene, Bronze, Johanniskirche, Essen-Bergerhausen
- 1956: Thomas Morus, Steinguss, St. Mechtern, Köln
- 1956: Kreuzweg, Stein und Tabernakel, St. Suitbertus Basilika, Düsseldorf-Kaiserswerth
- 1956: Artistin, Bronze, Bundesministerium, Bonn (seit 1994 Verwaltungshochschule Hilden)
- 1958: Sedes Sapientiae, Altarraum von Sankt Raphael, Wuppertal
- 1958: Sitzende Madonna, Steinguss, Weltausstellung Brüssel (nun Liebfrauenkirche Duisburg)
- 1959: Adolph Kolping, Bronze, Platz vor dem Haupteingang der Pfarrkirche St. Martinus, Kerpen
- 1959: Büste Caspar Ulenberg, Bronze, Burgallee, Kaiserswerth
- 1960: Kreuzweg, Steinguss, St. Josef, Köln-Braunsfeld
- 1960: Büste Heinrich Heine, Bronze, im alten Flügel des Rathauses Düsseldorf (Auftrag der Düsseldorfer Jongens)[11]
- 1960: Türgriffe, Bronze, Herz-Jesu-Kirche, Derendorf
- 1961: Sedes Sapientiae, Bronze, Priesterseminar der Kölner Diözese
- Robert Ittermann, Büste seines Freundes
- Büste Niels von Bülow, war seit 1941 Geschäftsführer der Gerresheimer Glas AG
- Oberbürgermeister Karl Jarres
- Antlitz eines gefallenen Kriegers